# Чумаченко, Владимир Леонидович
Владимир Леонидович Чумаченко (19 октября 1934, Киев — 1 апреля 2018, Москва советский военачальник. 1-й заместитель начальника штаба Главного командования войск Дальнего Востока (1980-1984). Генерал-лейтенант (1978).

## Биография
Родился 19 октября 1934 года на Украине, в г. Киеве.
Выпускник Хмельницкого танкового училища (1954, с отличием), Военной академии бронетанковых войск им. Маршала Советского Союза Р. Я. Малиновского (1965, с золотой медалью),
Военной академии Генерального штаба ВС СССР (1972).
Прошел последовательно должности от командира взвода до заместителя командира дивизии в Прикарпатском военном округе.
- 1970—1972 слушатель Военной академии Генерального штаба ВС СССР

- 08.1972—12.1975 Полковник, генерал-майор. Командир 9-й Краснодарской Краснознамённой орденов Кутузова и Красной Звезды мотострелковой дивизии[1][2]. Начальник Майкопского гарнизона. СКВО. (Майкоп, Адыгейская АО, СССР). Избирался Членом Адыгейского обкома КПСС, депутатом Адыгейского областного совета и Краснодарского краевого совета[1]. В ноябре 1972 года в честь 50-летия образования СССР Постановлением ЦК КПСС, Президиума Верховного Совета СССР, Совета Министров СССР 36-й ордена Суворова III степени мотострелковый полк был награждён Юбилейным почётным знаком в ознаменование 50-летия образования Союза ССР (командир — подполковник В. А. Золотухин)[1].

К концу 1973 года командиром дивизии полковником Чумаченко была создана команда профессионалов и единомышленников. Это начальник штаба дивизии Валерий Николаевич Кудрявцев, начальник политотдела подполковник Виктор Петрович Лаштабега, заместитель командира по техчасти полковник Сергей Алексеевич Антипенко, заместитель командира по тылу полковник Владимир Васильевич Комаров и многие начальники родов войск и служб. ЧумаченкоВ. Л. подобрал грамотную команду командиров частей и отдельных подразделений: подполковник Владимир Алексеевич Золотухин — командир 36-го полка, подполковник Юрий Иванович Дерягин — командир 121- го полка, полковник Александр Яковлевич Агафонов — командир танкового полка, подполковник Александр Агафонович Шияненко — командир артполка, подполковник Павел Иванович Тихоплавов — командир зенитно-артиллерийского полка, подполковник Игорь Геннадьевич Захарченко — разведбат, подполковник Николай Владимирович Баринов — ракетный дивизион, подполковник Анатолий Сергеевич Аболтусов — инженерно-саперный батальон и др.
Эта сплоченная команда справилась с задачами, стоявшими перед дивизией.
- 1975—1980 — начальник штаба 39-й общевойсковой армии, ЗабВО, г. Улан-Батор
- 1980—1984 1-й заместитель начальника штаба Главного командования войск Дальнего Востока
- С 1984 года — в запасе[1].
- Умер 1 апреля 2018 года. Похоронен в д. Ракитки в Новомосковском административном округе города Москвы на кладбище «Ракитки»[3][1].

## Знаки отличия
- Орден Красной Звезды
- Орден «За службу Родине в Вооружённых Силах СССР» 3 степени
- Медаль «За боевые заслуги»
- Медаль «За воинскую доблесть. В ознаменование 100-летия со дня рождения В. И. Ленина»
- Медаль «За укрепление боевого содружества»
- Юбилейная медаль «Двадцать лет Победы в Великой Отечественной войне 1941—1945 гг.»
- Медаль «Ветеран Вооружённых Сил СССР»(1990)[4]
- Юбилейная медаль «50 лет Вооружённых Сил СССР»
- Юбилейная медаль «60 лет Вооружённых Сил СССР»[5]
- Юбилейная медаль «70 лет Вооружённых Сил СССР» (1988)
- Медаль «За безупречную службу» I степени
- Медаль «За безупречную службу» II степени
- Медаль «За безупречную службу» III степени
- Иностранные награды.

и др.